# Adriaan van Wijngaarden
Adriaan van Wijngaarden, detto Aad (Rotterdam, 2 novembre 1916 – Amstelveen, 7 febbraio 1987), è stato un matematico, informatico e ricercatore olandese, considerato da molti il padre fondatore dell'informatica (computer science) nei Paesi Bassi.
Sebbene la sua formazione è stata quella di ingegnere meccanico, Adriaan van Wijngaarden ha promosso gli aspetti matematici dell'informatica, prima nell'analisi numerica, poi nei linguaggi di programmazione e infine nei principi di progettazione dei linguaggi di programmazione.

## Biografia

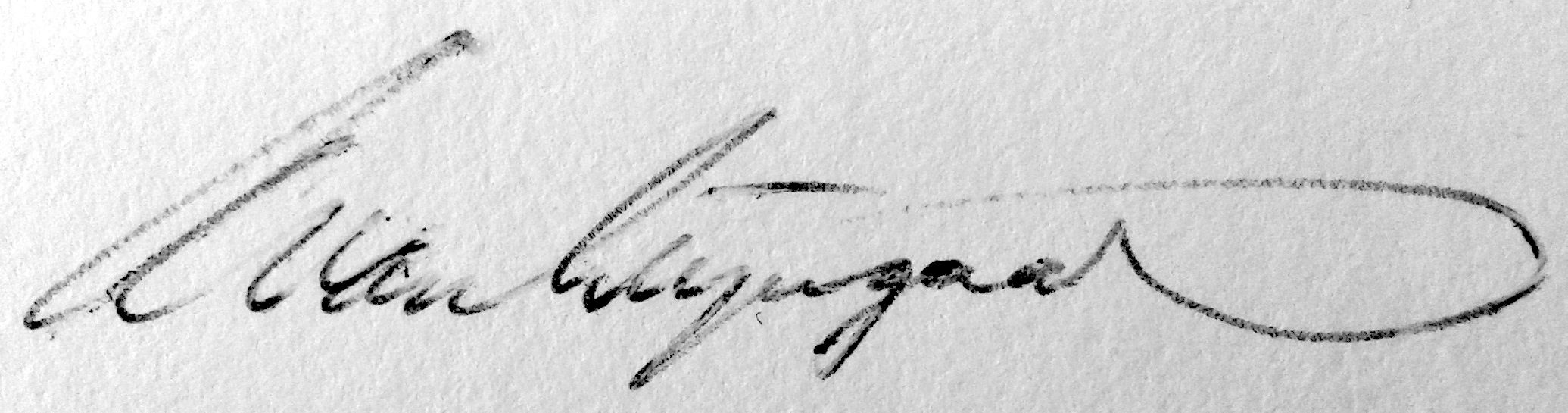
Firma di Adriaan van Wijngaarden

Si laureò in ingegneria meccanica alla Università tecnica di Delft nel 1939. In seguito studiò per un dottorato in idrodinamica, ma abbandonò il percorso.
Nel 1945 si unì al Royal Netherlands Aerospace Centre e l'anno seguente visitò con un gruppo di scienziati l'Inghilterra per approfondire le nuove tecnologie sviluppate lì durante la seconda guerra mondiale.
Adriaan van Wijngaarden, incuriosito dalla nuova idea di calcolo automatico divenne il 1º gennaio 1947 capo del dipartimento di informatica del nuovissimo Mathematisch Centrum (MC) di Amsterdam. Successivamente fece ulteriori visite in Inghilterra e negli Stati Uniti, raccogliendo idee per la costruzione del primo computer olandese, l'ARRA (Automatische Relais Rekenmachine Amsterdam), un prodotto elettromeccanico presentato per la prima volta nel 1952. Nello stesso anno, Adrian van Wijngaarden assunse Edsger Dijkstra ed insieme lavorarono sul software per ARRA.
Durante una visita a Edimburgo nel 1958, Adrian van Wijngaarden rimase gravemente ferito in un incidente automobilistico che coinvolse anche la moglie la quale perse la vita. Dopo essersi ripreso, si concentrò maggiormente sulla ricerca nell'ambito dei linguaggi di programmazione. Fu uno dei progettisti dell'originale linguaggio ALGOL, e successivamente di ALGOL 68, per il quale sviluppò un tipo di grammatica a due livelli che divenne nota come grammatiche di Van Wijngaarden. Nel 1961 divenne direttore del Mathematisch Centrum (MC) e rimase in carica per i successivi vent'anni.
Nel 1959 viene nominato membro della Accademia reale delle arti e delle scienze dei Paesi Bass.
Muore il 7 febbraio 1987 ad Amstelveen.

## Van Wijngaarden Awards
Ogni cinque anni dal 60º anniversario di nascita del Centrum Wiskunde & Informatica (CWI) viene nominato, in memoria di Adriaan van Wijngaarden, un premio in bronzo a un matematico e uno scienziato informatico di particolare rilievo. Dal 2006 ad oggi i premiati sono:
- Persi Diaconis (2006, matematica)[4]
- Nancy Lynch (2006, informatica)[4]
- John Butcher (2011, matematica)[5]
- Éva Tardos (2011, informatica)[5]
- Sara van de Geer (2016, statistica)[6]
- Xavier Leroy (2016, informatica)[6]